# Prästen i Uddarbo
Prästen i Uddarbo är en svensk dramafilm från 1957 i regi av Kenne Fant.

## Roller i urval
- Max von Sydow - Gustaf Ömark
- Anders Henrikson - Teodor, kyrkoherde på Allerö
- Ann-Marie Gyllenspetz - Hanna, hans systerdotter
- Holger Löwenadler - Alsing, direktör
- Georg Rydeberg - Naaman, docent
- Erik Strandmark - Ris Erik Eriksson, ordförande i skolrådet och kommunstyrelsen
- Tord Stål - Biskop i Västerås
- Olof Thunberg - Per Halvarsson, kyrkvaktmästare
- Maud Elfsiö - Inger
- Björn Berglund - Ordförande i frikyrkodistrikt
- Georg Adelly - Affärsbiträde
- Svenerik Perzon - Rutger, man i båt
- Artur Cederborgh - Bonde
- Bengt Sundmark - Arbetare i Uppsala
- Claes Thelander - Läkare i Uppsala
- Yngve Nordwall - Lärare

## Tillkomst
Som förlaga har man Axel Hambræus roman Prästen i Uddarbo som utgavs 1953. Ingmar Bergman var manusrådgivare. Inspelningen utfördes vid Nordisk Tonefilm ateljéerna i Stockholm med exteriörer från färjestället i Bäsna-Sifferbo med flera platser i Dalarna och domkyrkan i Västerås av Max Wilén.

## Visningar
Filmen premiärvisades 26 december 1957 på biograf Roxy i Örebro.

## Filmmusik i urval
- Shall We Gather at the River, kompositör och text 1864 Robert Lowry svensk text O, hur saligt att få vandra 1876 Joël Blomqvist och Per Ollén, svensk text Få vi mötas vid den floden 1880 Jonas Stadling
- Välsignat är det hem förvisst, text Christoph Carl Ludwig von Pfeil, svensk översättning Johan Alfred Eklund